# Nestor Cortés
Nestor Cortés Jr., detto Nasty Nestor, o the Hialeah Kid (Surgidero, 10 dicembre 1994), è un giocatore di baseball statunitense, nato a Cuba, di ruolo lanciatore, che gioca per i San Diego Padres (MLB).
In precedenza ha giocato in MLB con i Baltimore Orioles, i New York Yankees, i Seattle Mariners e i Milwaukee Brewers.
Cortés è stato scelto dagli Yankees al 36° round del Draft 2013, per poi essere selezionato dagli Orioles al Rule 5 Draft dopo la stagione 2017. Cortés ha debuttato in MLB proprio con gli Orioles nel 2018, per poi tornare agli Yankees nel 2019 e passando ai Mariners nel 2020. Dopo l'esperienza a Seattle è tornato agli Yankees nel 2021 facendo parte della loro rotazione di partenti fino al 2024. Cortés, oltre ad essere nominato nell'All-Star Game MLB del 2022, si è reso noto per aver concesso un walk-off grand slam al 10° inning di Gara 1 delle World Series 2024 contro i Los Angeles Dodgers. Dopo la stagione 2024, gli Yankees lo hanno ceduto ai Brewers i quali, dopo due partenze nell'aprile 2025 e dopo essersi infortunato, lo hanno a loro volta ai Padres alla fine di luglio.